# イシガニ
イシガニ（石蟹、学名: Charybdis japonica）は、エビ目カニ下目ワタリガニ科に分類されるカニ。食用として出荷され、地域によってはガザミなどとの混称でワタリガニと呼ばれる。地方名としてガネ、イシガネ、トビツキガニなどがある。

## 特徴
甲幅は8センチメートルほどだが、10センチメートルを超える大型の個体もいる。甲羅は六角形で、前縁にたくさんの棘があり、太くがっちりした鋏脚にもたくさんの棘がある。第5脚は遊泳脚になっており、海中をすばやく泳ぐことができる。小型の個体は全身に細かい毛が生えており、青と白の模様がはっきりしている。この毛は大きくなるにつれて抜け落ち、模様も目立たなくなる。
体色にはやや個体差があるが、背側の体色は青灰色や緑灰色をしている。腹側は白いが、個体によっては縁の部分や腹部が背側と同じ色をしている。また、特に大型の個体では緑黒色が強くなるのも特徴である。
外見はガザミに似ているが、甲羅の左右に大きな棘がないこと、鋏脚がやや太くて短いこと、全体的に丸っこい体型をしていること、腹側にも細かい毛が生えていることなどで区別できる。ただし甲幅2 - 3センチメートルくらいの稚ガニは、ガザミやベニツケガニなどの稚ガニとよく似ていて区別がつけにくい。
北海道南部から九州、韓国、中国までの浅い海に分布する。岩礁海岸の潮下帯に生息し、海中の岩石のすき間や海藻の間に潜む。適応力は強く、岩礁近くの砂泥底、防波堤、河口の汽水域、海に浮かぶブイ（浮標）、干潟中に立つ杭の周囲、潮溜まり（タイドプール）など、生息域は広範囲にわたる。
海藻なども食べるが、食性は肉食性が強く、小魚、ゴカイ類、貝類など、いろいろな小動物を捕食する。いっぽう敵は沿岸性のサメやエイ、イシダイ、タコなどであり、タコ釣りの餌にも用いられる。敵に襲われた時には鋏脚を大きく振り上げて威嚇するが、鋏脚や脚を掴まれると自切して逃げる。自切の痕には小さな丸い袋ができ、その中で脚の再生が進む。数回の脱皮のあとに脚が再生する。
| イシガニの腹(雌個体) |  | 水中のイシガニ |
| イシガニの腹(雌個体) |  | 水中のイシガニ |

## 利用
ガザミよりは小型だが食用になる。岩礁海岸や防波堤などの人の手が届く場所に生息しているため、タモ網や釣りなどで誰でも手軽に漁獲できる。刺し網などでもよく漁獲されるが、激しく暴れて網をもつれさせるので漁業者には嫌われる。はさむ力はかなり強く、強引に放そうとすると怪我をすることが必至であり、生体の扱いには注意を要する。
肉と中腸腺（カニミソ）、メスの卵巣（内子）は食用になり、塩茹でや味噌汁などで食べられる。
甲羅は簡単に剥がせるが、ガザミよりも殻が厚くて硬い。鋏脚などは噛み割ろうとしてもなかなか割れないうえ、割れた拍子に棘が口内に刺さって痛い思いをすることもある。身自体は締まっていて、味はガザミ以上である。小さな個体では硬い殻のわりに身が少ないので、できるだけ大型の個体を捕獲するのが望ましいが、前記のように強力な鋏には注意。

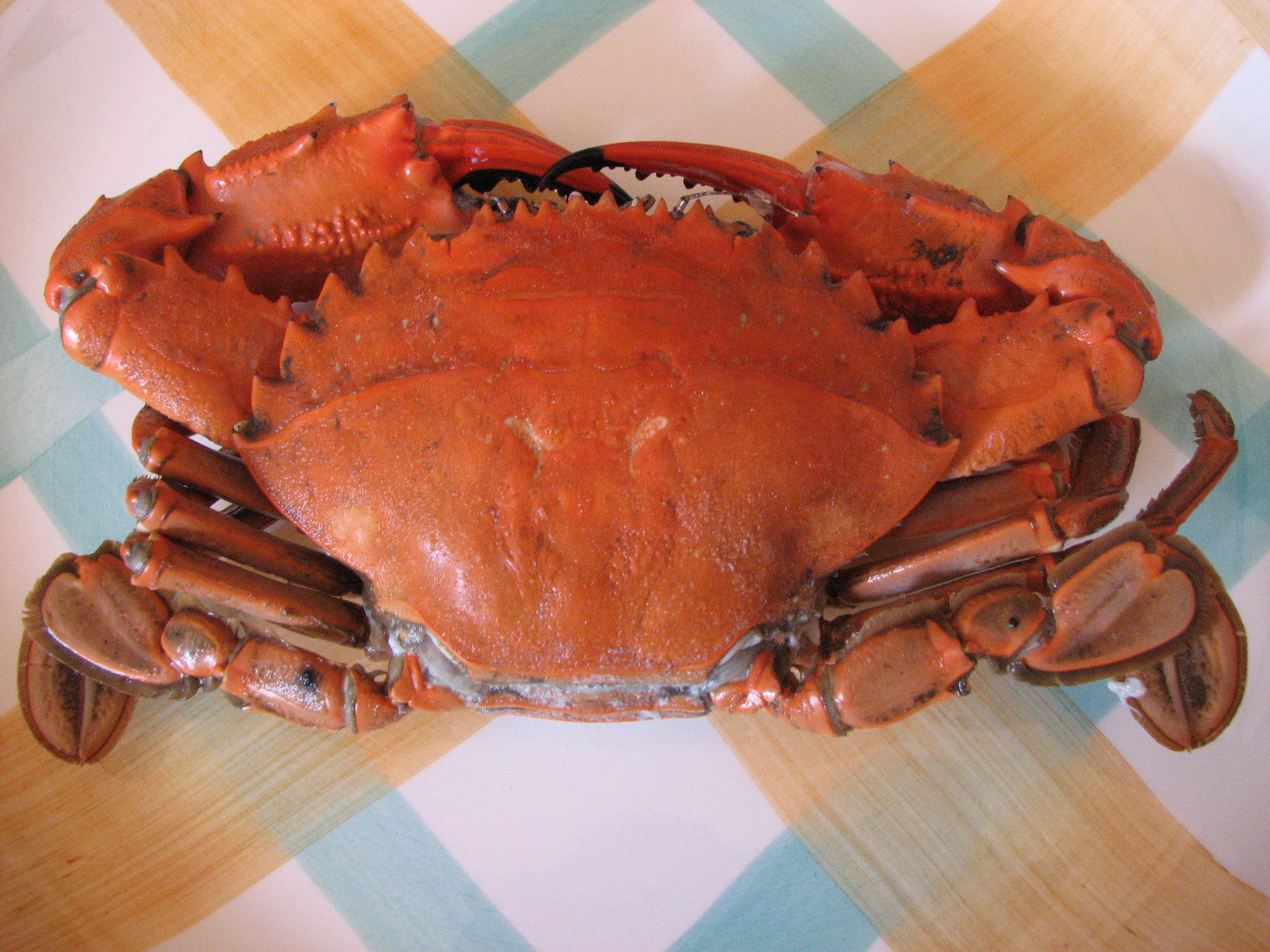
イシガニの塩茹で
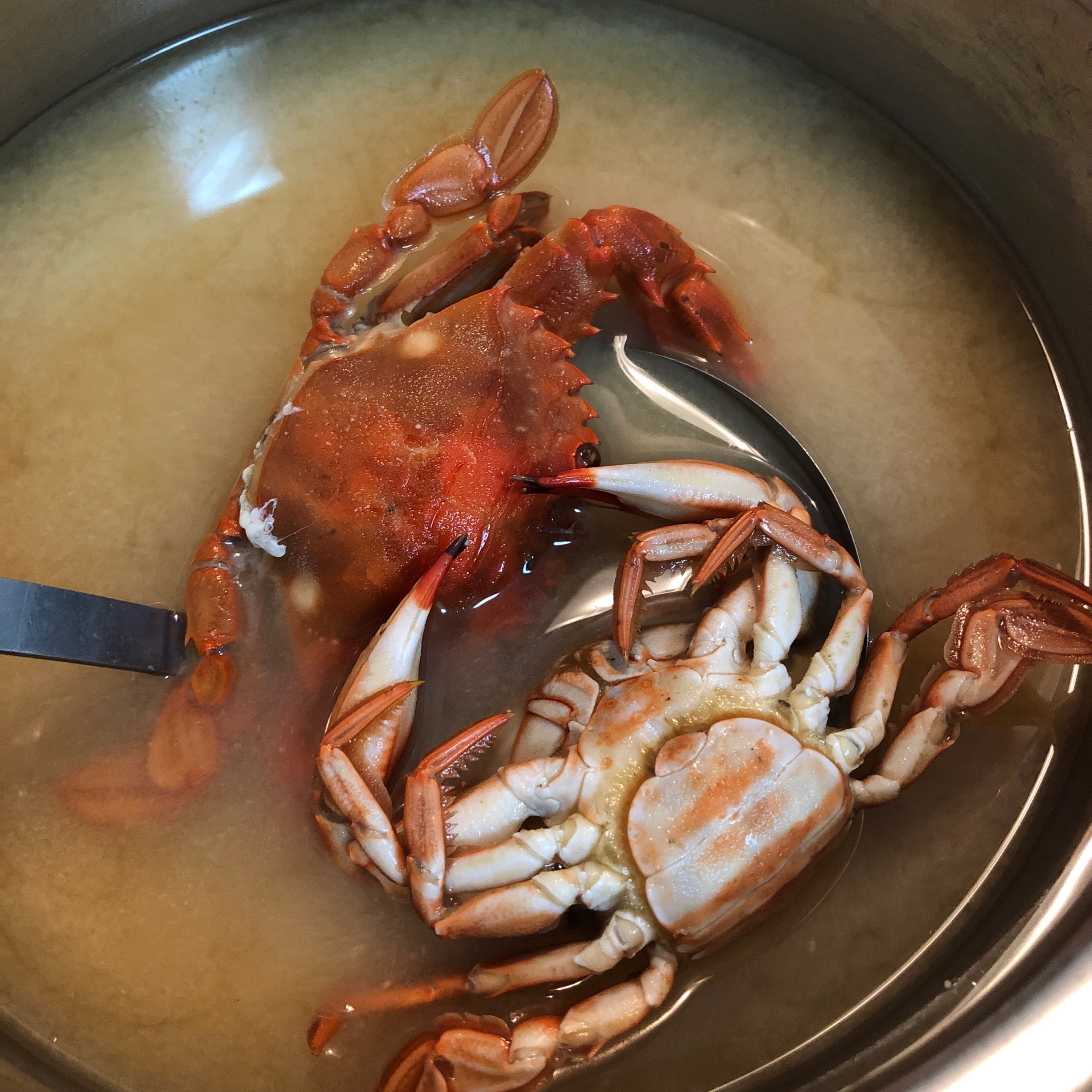
イシガニの味噌汁

## 近縁種
イシガニ以外にもイシガニ属（Charybdis 属）の生物はいるが、日本周辺で主に見られるのは以下の種である。総じて食用にされる。
シマアシイシガニ (Charybdis annulata)
甲幅は8cmほど。イシガニによく似ているが、脚の各節に黒っぽい縞模様があるのでこの名がある。南日本の太平洋側とインド洋に分布する。
シマイシガニ (Charybdis feriata)
大阪などではトラガニとも呼ばれる。甲幅は12cmほどで、イシガニよりも大型。全身に毛がなく、甲羅は藍色の地の中心に白っぽい十字模様、両脇にも太い縞があり、名のとおり特徴的な模様をしている。鋏脚と脚には網目模様がある。南日本を含む西太平洋とインド洋の沿岸域に広く分布し、イシガニよりもやや深い海域に生息する。食味もイシガニとは一味違う。甲羅中央の十字模様が十字架を連想させるのでキリストガニと呼ぶ地域もあるが、西洋諸国では敬遠されている。
アカイシガニ (Charybdis miles)
甲幅は10cmほど。名のとおり全身が赤っぽく、甲羅のやや下側両端に白い斑点がある。南日本の太平洋側とインド西岸に分布し、水深30-100mほどの砂底に生息する。